# Heo Su-gyeong

Heo Su-gyeong (Jinju, Gyeongsang del Sur; 1964-3 de octubre de 2018) fue una poetisa coreana.

## Biografía
Después de su brillante debut literario a los veintitrés años y de publicar dos volúmenes de poesía, se fue a Alemania para estudiar Filología en el Departamento de Estudios Orientales de la Universidad de Münster. Al morir, residía en ese país.

## Obra
Heo Su-gyeong da a su poesía el lirismo y las imágenes de los cuentos y las canciones tradicionales de Corea, por lo que crea una poesía libre de la influencia occidental. Se puede decir que el vivir en un entorno extranjero y lejos de su lengua materna hace que la poeta se vuelva hacia la esencia del idioma coreano. En sus poemas la vida aparece rota en pedazos, llena de agonía, incoherencia y desamor.

## Obras en coreano (lista parcial)
- No hay fertilizante como la pena (Seulpeummanhan georeumi oedi iteurya, 1988)
- Sola en una distante casa (Honja ganeun meon jip, 1992)
- Aunque mi alma es vieja (Nae yeonghoneun orae doieoteuna, 2001)